# Синантропия
 Тази статия е за формата на коменсализъм.  За фосилния вид човек вижте Синантроп.  
Синантропия (на гръцки: syn – „заедно с“ и anthro – „човек“) е термин, който описва специфична форма на коменсализъм, при която животно или растение съжителства с човека като се възползва от променената среда на обитание, която създава подходящи условия за развитие на вида. Синантропията характеризира взаимовръзките между дивите видове, които по някакъв начин обитават жилищата на хората или са в непосредствена близост до тях и не включва одомашнените видове.

## Синантропни растения
Синантропните растения се подразделят на две подгрупи:
- Апофити – това са растения, представляващи част от естествения или първичен елемент на местната растителна покривка, притежаващи способността да се разселват и настаняват бързо към местообитания, създадени и поддържани от човека.
- Антропофити – представляват растения с вторично разпространение в страната, района или континента в резултат на несъзнателна или преднамерена човешка дейност. Биват археофити (разпространили се до ХV век) и неофити (след ХV век).

## Синантропни животни
Синантропните животни са диви видове животни от различни типове, които периодично или целогодишно обитават човешките жилища, постройки или съоръжения изградени от хората. Някои видове образуват независими популации, които могат да се възпроизвеждат изцяло в среда променена от човека без да има пряка връзка или зависимост от популациите обитаващи естествените за вида местообитания. Различават се шест вида синантропни животни:
- Абсолютна (облигатна). Животните от вида обитават единствено човешките жилища. Те не се срещат в други природни биотопи и са изцяло зависими от хората. Такава форма на синантропия не е характерна за гръбначните животни. Това са основно паразитни видове, при които жизнения цикъл е свързан с преминаване през човешкия организъм. Такива са главовата въшка и креватната дървеница.
- Същинска. Животните обитават всякакви типове сгради и постройки и са се приспособили до такава степен към жизнената дейност на хората, че ги следват навсякъде. Така видовете разширяват своя ареал и се появяват в области, където преди това не са били разпространени. Представителите, които живеят при сурови климатични условия изцяло населяват постройките без да проникват в природните биотопи. Тези, които се намират в по-южни ширини периодично напускат жилищата с цел да открият по-разнообразна и питателна храна или с цел размножаване. Най-характерни същински синантропни животни са гризачите – мишки и плъхове.
- Географска. Това са животни, които са се приспособили добре към живот в жилищните постройки, но се срещат само в райони, които са характерни за естествения за вида ареал. Популациите, които обитават човешките поселения и тези в естествената си среда са в постоянна връзка помежду си. В други случаи географски синантропи са подложени на конкуренция от сходни видове същински синантропи и така те се връщат в природните биотопи.
- Екологична. Животните не могат да обитават съвременни многоетажни и бетонни постройки характерни за градовете, но са способни да се заселят в селски къщи и спомагателни постройки към тях. Могат да поддържат сравнително стабилни популации, но са в доста тясна връзка с природните такива. Степента на обмяна между популациите е изключително интензивна.
- Синантропия, при която видовете не обитават жилищата, но са зависими от урбанизираната среда. Това са видове животни, които обитават спомагателни места в градската или селската среда. Такива са паркове, градини, изкуствени водоеми, улици, канали и други. Макар и създадени от хората тези места създават аналогични на дивата природа условия за живот на видовете.
- Фалшива. Появява се, когато числеността на представителите на даден вид в природните условия е значителна и се налага част от тях да навлязат в селищата. Животните могат да обитават сгради и съоръжения създадени от човека, но изцяло са свързани с природните биотопи.